# Los raros
Los raros es un libro de Rubén Darío publicado en 1896 que recopila una serie de semblanzas de autores admirados por el poeta nicaragüense. 

## Descripción

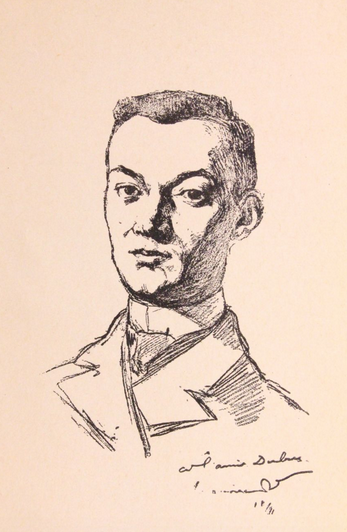
Retrato del abogado y poeta francés Édouard Dubus (1864-1895), dedicato a él por el artista en 1891.

En la primera edición del libro, aparecida en Buenos Aires, impresa por la Tipografía La Vasconia, aparecían las semblanzas de diecinueve autores: 
- Leconte de Lisle
- Paul Verlaine
- Villiers de l'Isle Adam
- Conde de Lautréamont
- Jean Moréas
- Léon Bloy
- Jean Richepin
- Rachilde (Marguerite Vallette-Eymery)
- Théodore Hannon
- Georges d'Esparbès
- Laurent Tailhade
- Édouard Dubus
- Henrik Ibsen
- Max Nordau
- Fra Domenico Cavalca
- Eugénio de Castro
- Edgar Allan Poe
- José Martí
- Augusto de Armas

En la segunda edición, impresa en Barcelona en 1905, se añadieron las semblanzas de:
- Camille Mauclair
- Paul Adam.

Varios de los autores tratados son poetas simbolistas franceses, ya que Darío sentía una gran atracción por la literatura francesa de finales de siglo XIX. Solo hay dos autores hispanoamericanos, los cubanos Augusto de Armas y José Martí, el primero de los cuales escribió sin embargo su obra en francés. También se debe tener en cuenta que Isidore Ducasse, cuyo seudónimo fue Conde de Lautréamont, había nacido en Montevideo y vivido en esa ciudad hasta sus 13 años, por lo que puede considerarse francouruguayo.
En 1996, con ocasión del centenario de la publicación original, se editó un estudio de la obra titulado Los raros: una lectura integral, a cargo de Jorge Eduardo Arellano.